# Vladimir Aleksandrovič Kolokol'cev
Vladimir Aleksandrovič Kolokol'cev (in russo Владимир Александрович Колокольцев?; Nižnij Lomov, 11 maggio 1961) è un poliziotto e politico russo che dal 2019 è a capo del ministero degli affari interni.

## Biografia
Kolokoltsev è entrato in servizio di polizia nel 1982. Ha iniziato la sua carriera in un'unità speciale a guardia delle missioni diplomatiche straniere a Mosca.
Nel 1984 è stato nominato comandante di plotone del battaglione autonomo di pattuglia del comitato esecutivo del distretto di Gagarinskij a Mosca.
Si è laureato in giurisprudenza presso l'Istituto politico superiore del Ministero dell'Interno dell'URSS (oggi Istituto militare della Guardia nazionale) di Leningrado nel 1989. Successivamente è tornato al servizio di polizia nella posizione di detective dell'Unità investigativa criminale del comitato esecutivo del distretto di Kuntsevskij a Mosca. Quindi è stato nominato vice capo della stazione di polizia n. 20 a Mosca, e successivamente capo della stazione di polizia n. 8 a Mosca.
Nel 1992, è stato assegnato al dipartimento investigativo criminale del quartier generale del dipartimento di polizia di Mosca con la posizione di detective senior della seconda unità.
All'inizio del 1993 è stato nominato capo della stazione di polizia n. 108 a Mosca. Due anni dopo è stato nominato capo della divisione investigativa criminale presso il dipartimento di polizia del distretto centrale di Mosca.
Nel 1997 ha iniziato a lavorare presso il Ministero dell'Interno della Federazione Russa e nella carica di capo dell'unità regionale n. 4 del Dipartimento per la prevenzione della criminalità organizzata del Ministero dell'Interno della Russia a Mosca. Due anni dopo è stato nominato capo dell'Ufficio di ricerca operativa regionale del Dipartimento per la prevenzione della criminalità organizzata del Ministero dell'Interno russo per la regione amministrativa sudorientale di Mosca.
Nel 2001 è diventato capo dell'unità n. 3 dell'Ufficio di ricerca operativa del Ministero degli interni della Federazione Russa per la regione federale centrale della Russia. Successivamente è stato nominato alla carica di vice capo di questo Ufficio di ricerca operativo. Nel 2007 è stato nominato capo del dipartimento di polizia nell'Oblast di Orel. Nell'aprile 2009 è diventato il primo vice capo del Dipartimento investigativo criminale del Ministero dell'Interno della Federazione Russa. Il 7 settembre 2009 è stato nominato con decreto del Presidente della Federazione Russa alla carica di Commissario di polizia di Mosca. Nel 2010, dal decreto presidenziale gli è stato conferito il grado speciale di "tenente generale della Militsija". Dopo la ri-attestazione nel 2011, è stato riconfermato dal decreto presidenziale alla carica di capo della polizia di Mosca e gli è stato conferito il grado di tenente generale di polizia.
Dal 21 marzo 2012 è Ministro degli affari interni della Federazione Russa, sostituendo Rashid Nurgaliev.
Nell'aprile 2018, gli Stati Uniti hanno imposto sanzioni a lui e ad altri 23 cittadini russi.
Il 15 gennaio 2020 si è dimesso da membro del gabinetto, dopo che il presidente Vladimir Putin ha pronunciato il discorso presidenziale all'Assemblea federale, in cui ha proposto diversi emendamenti alla costituzione. È stato reintegrato il 21 gennaio 2020.
In risposta all'invasione russa dell'Ucraina nel 2022, il 6 aprile 2022 l'Office of Foreign Assets Control del Dipartimento del Tesoro degli Stati Uniti ha aggiunto Kolokolcev al suo elenco di persone sanzionate ai sensi dell'Executive Order 14024.